# Cyperus imbricatus
Cyperus imbricatus är en halvgräsart som beskrevs av Anders Jahan Retzius. Cyperus imbricatus ingår i släktet papyrusar, och familjen halvgräs. IUCN kategoriserar arten globalt som livskraftig. Inga underarter finns listade i Catalogue of Life.